# Achariaceae
Die Achariaceae sind eine Pflanzenfamilie aus der Ordnung der Malpighienartigen (Malpighiales). Sie enthält etwa 29 Gattungen mit etwa 150 Arten. Die Familie hat eine pantropische Verbreitung.

## Beschreibung und Ökologie

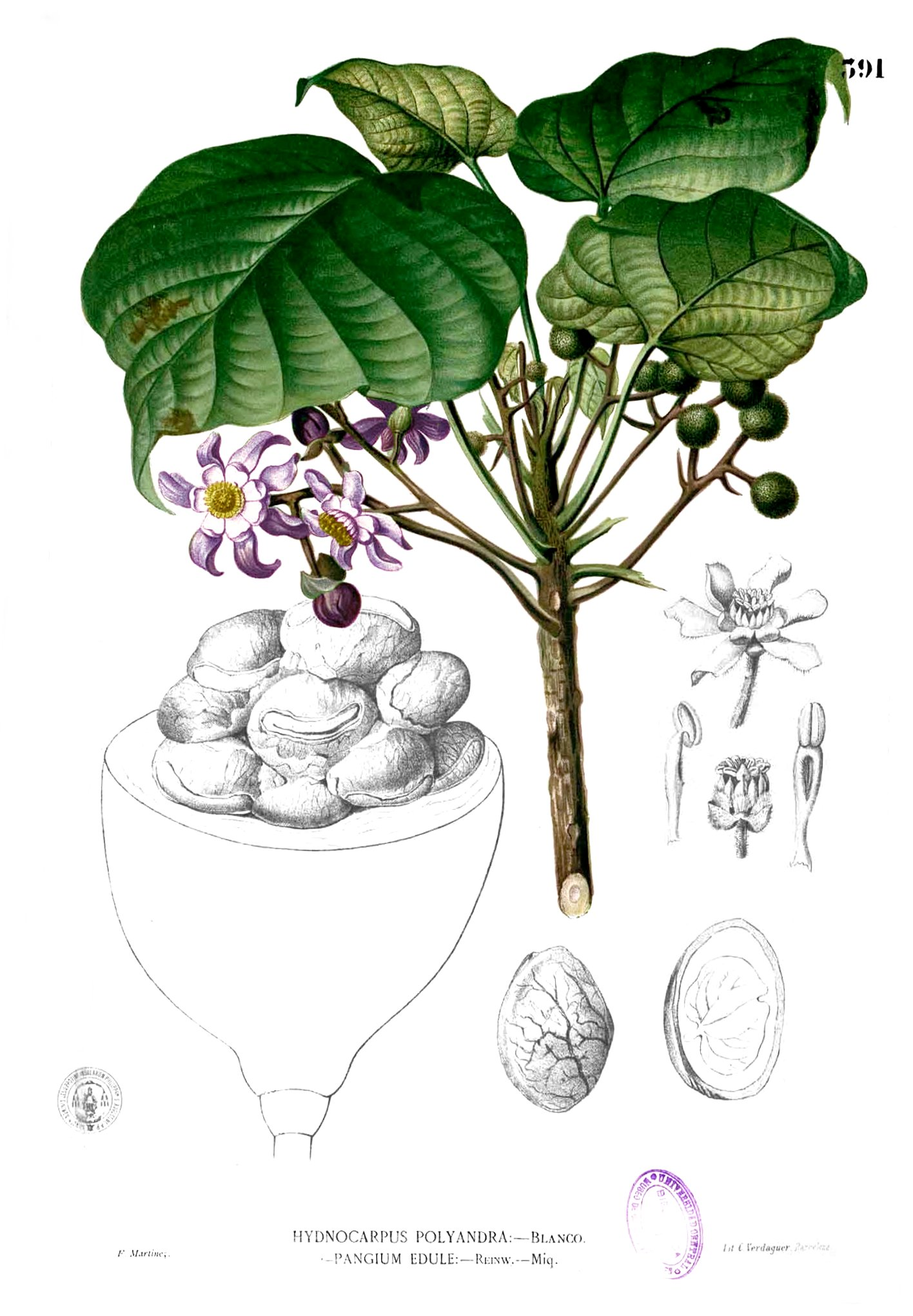
Illustration von Pangium edule

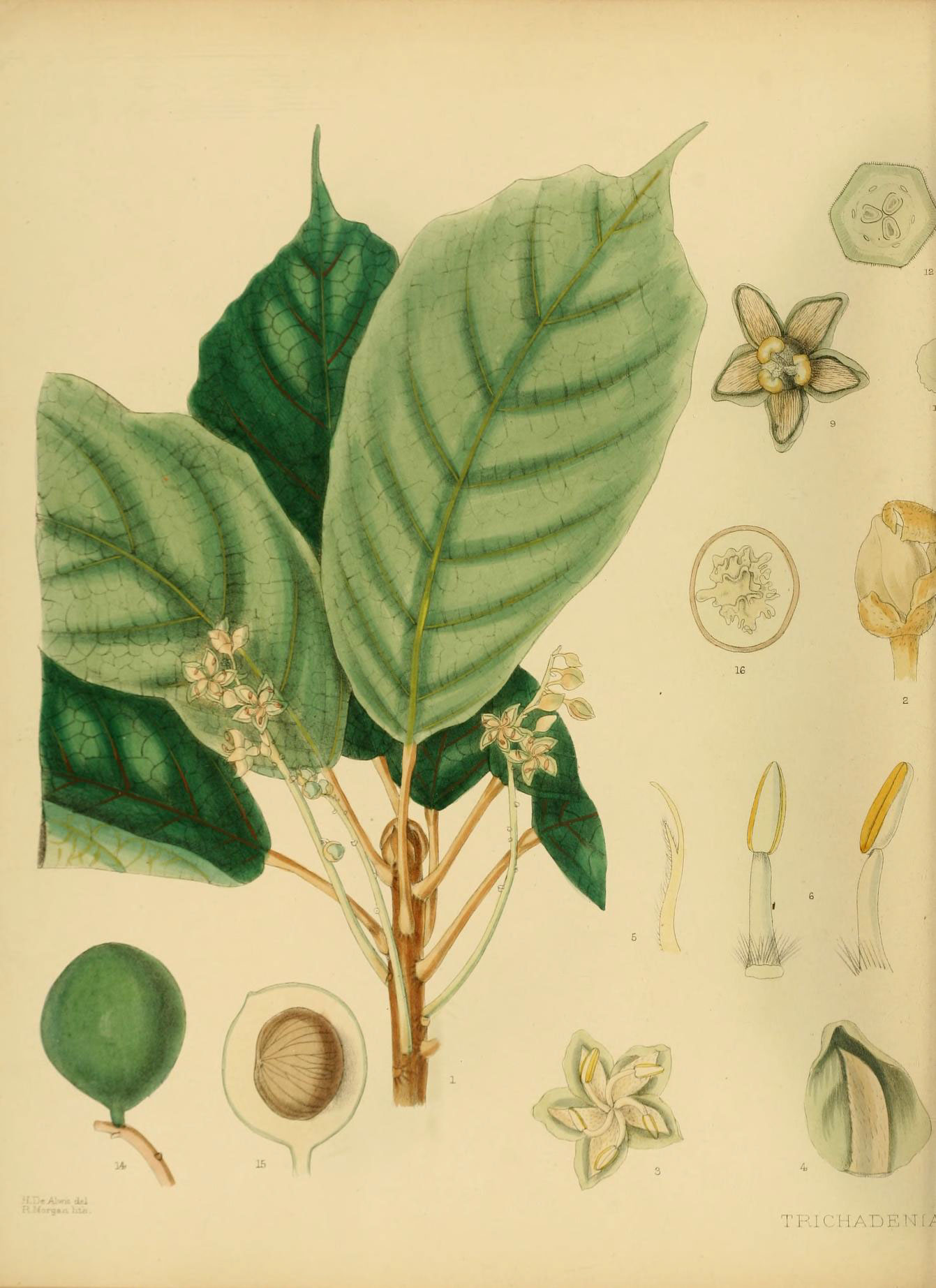
Illustration aus A hand-book to the flora of Ceylon, Tafel VIII von Trichadenia zeylanica

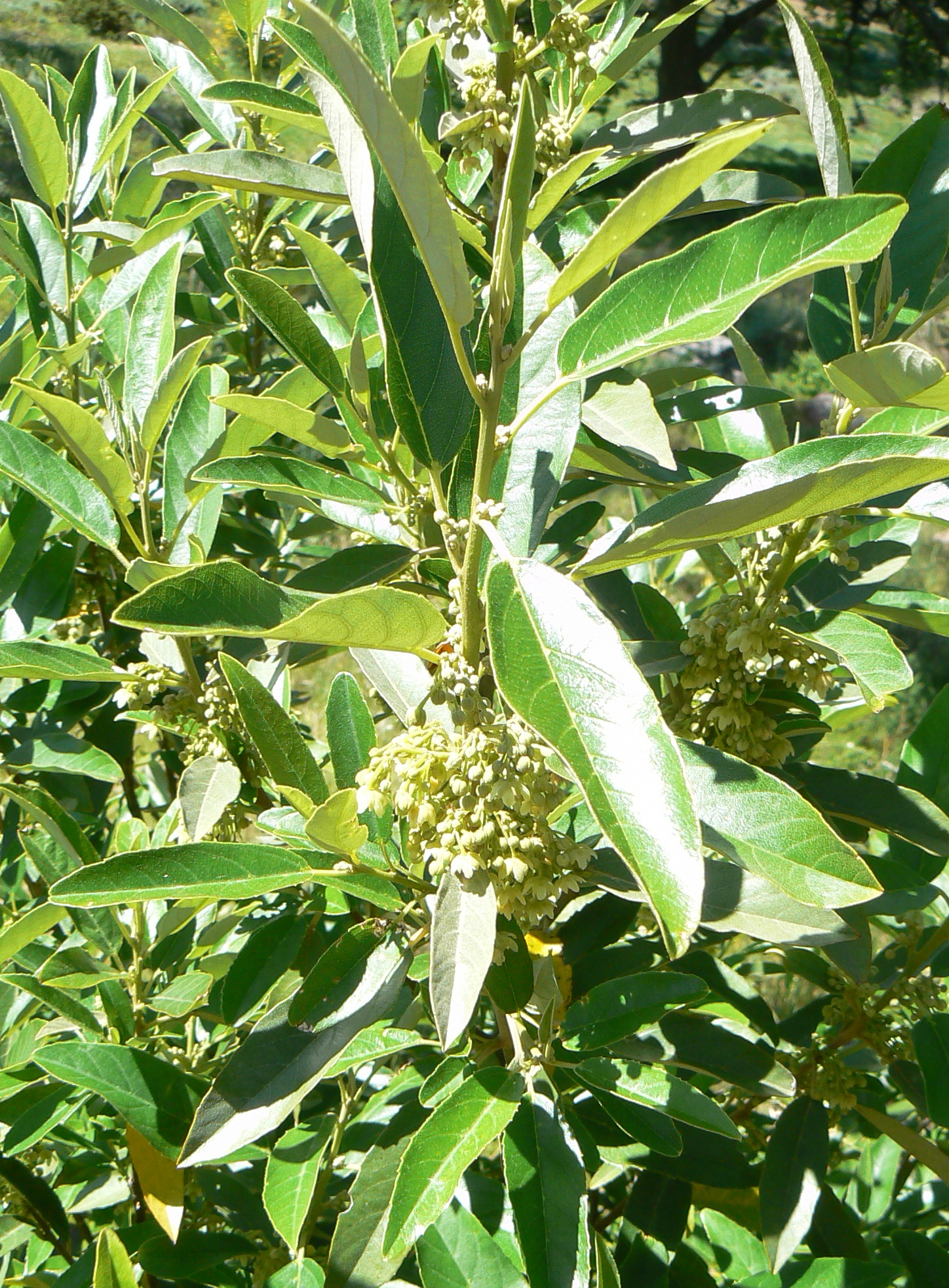
Einfache Laubblätter und Blütenstände mit weiblichen Blüten von Kiggelaria africana

### Erscheinungsbild und Laubblätter
Die meisten Arten sind verholzende Pflanzen: sie wachsen in Form von Bäumen und Sträuchern; selten sind es (kletternde) krautige Pflanzen.
An den Zweigen sind die Laubblätter wechselständig und spiralig oder zwei zweizeilig angeordnet, bei Carpotroche stehen sie gehäuft an den Zweigenden. Die Laubblätter sind in Blattstiel und Blattspreite gegliedert. Die je nach Art kurzen bis langen Blattstiele sind am oberen und unteren Ende verdickt. Der Blattrand ist ganzrandig, gesägt oder gezähnt. Die Blattflächen sind kahl oder flaumhaarig meist mit einfachen, selten mit schuppenförmigen Trichomen behaart. Es liegt Fiedernervatur vor; bei Kuhlmanniodendron mit vielen parallelen Seitennerven. Meist sind Nebenblätter vorhanden; bei Chiangiodendron fehlen sie.

### Blütenstände, Blüten, Früchte und Samen
Die Blüten sind je nach Art zwittrig oder eingeschlechtig (funktional männlich oder weiblich). Die Arten können einhäusig (monözisch), zweihäusig (diözisch) getrenntgeschlechtig oder subdiözisch sein. Die Blüten stehen einzeln oder zu wenigen in seiten- bis fast endständigen, unterschiedlich aufgebauten Blütenständen zusammen. Beispielsweise bei Carpotroche liegt Kauliflorie vor.
Die radiärsymmetrischen Blüten sind drei- bis fünfzählig. Es sind keine Blütenbecher (Hypanthium) und kein Diskus ausgebildet. Die Blütenhüllblätter sind deutlich in Kelch- und Kronblätter gegliedert, als Besonderheit in eindeutig verschiedener Anzahl. Die die selten zwei, meist drei bis fünf Kelchblätter sind im unteren Teil verwachsen und schon im Knospenstadium geöffnet. Die drei bis fünf (sechs bis zwölf) Kronblätter sind glockenförmig verwachsen. In den männlichen und zwittrigen Blüten sind fünf bis viele (etwa 50) freie Staubblätter vorhanden. Die kahlen bis behaarten Staubfäden sind meist lang. Die linealisch-länglichen oder Chiangiodendron pfeilförmigen Staubbeutel öffnen sich mit einem Längsschlitz. Bei den weiblichen und zwittrigen Blüten sind drei bis fünf Fruchtblätter einem oberständigen, einkammerigen Fruchtknoten verwachsen, mit parietaler Plazentation. Die ein bis acht, selten bis zu zehn Griffel enden in kaum erkennbaren, kopfigen oder ausgefransten Narben.
Die meist großen Früchte können Beeren oder Kapselfrüchte sein, die sich manchmal erst spät öffnen. Die dünne bis dicke Fruchtschale kann holzig sein und ist glatt oder mit Warzen gemustert oder ist stachlig bis borstig oder kann vertikal geflügelt sein. Die Früchte enthalten einen bis viele Samen. Die Samen können einen Arillus besitzen. Die Verbreitungseinheiten (Diasporen) sind die Samen.

### Chromosomensätze
Die Chromosomengrundzahlen betragen x = 10, 12, 23.

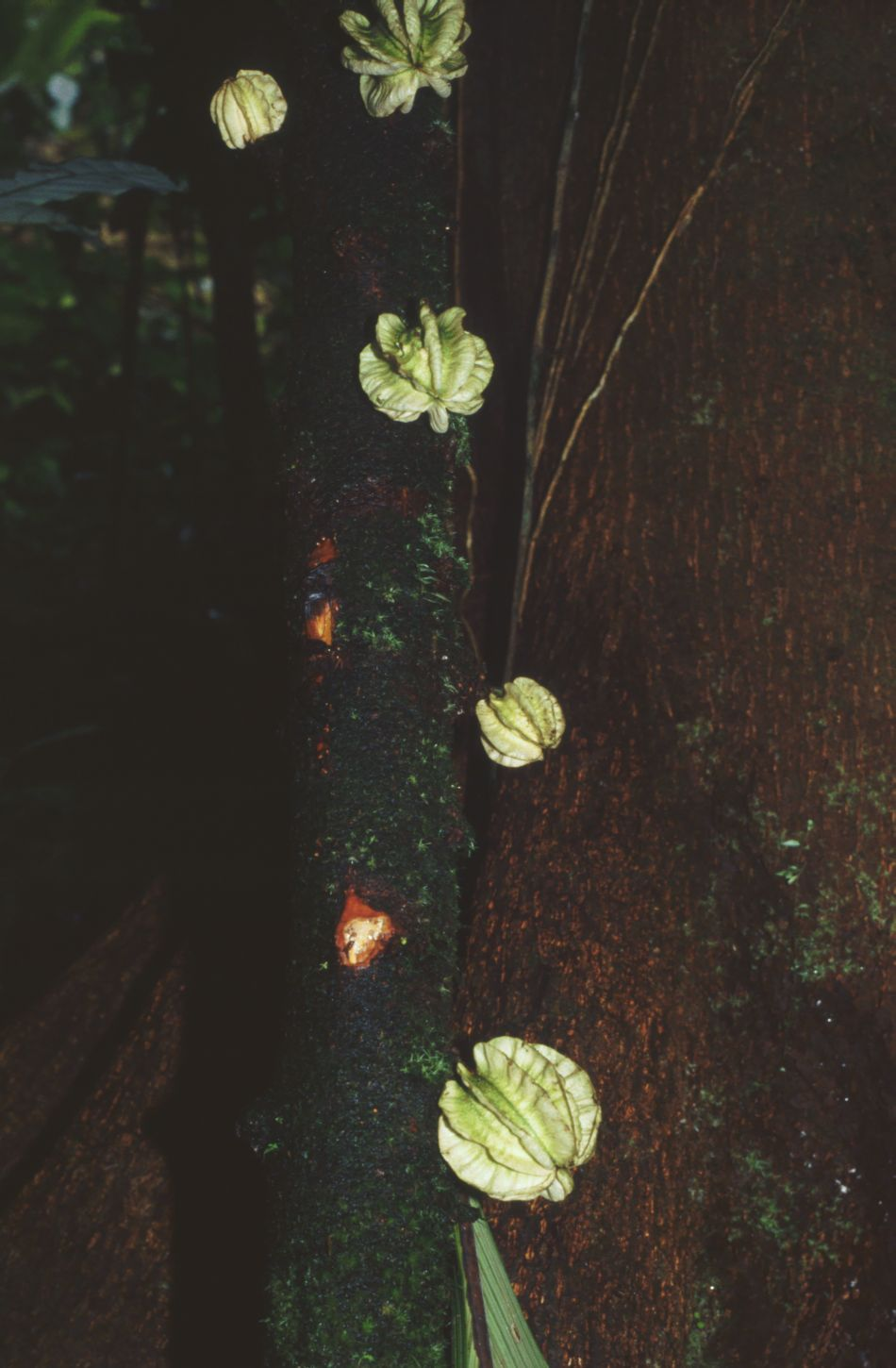
Früchte der kaulifloren Art Carpotroche platyptera

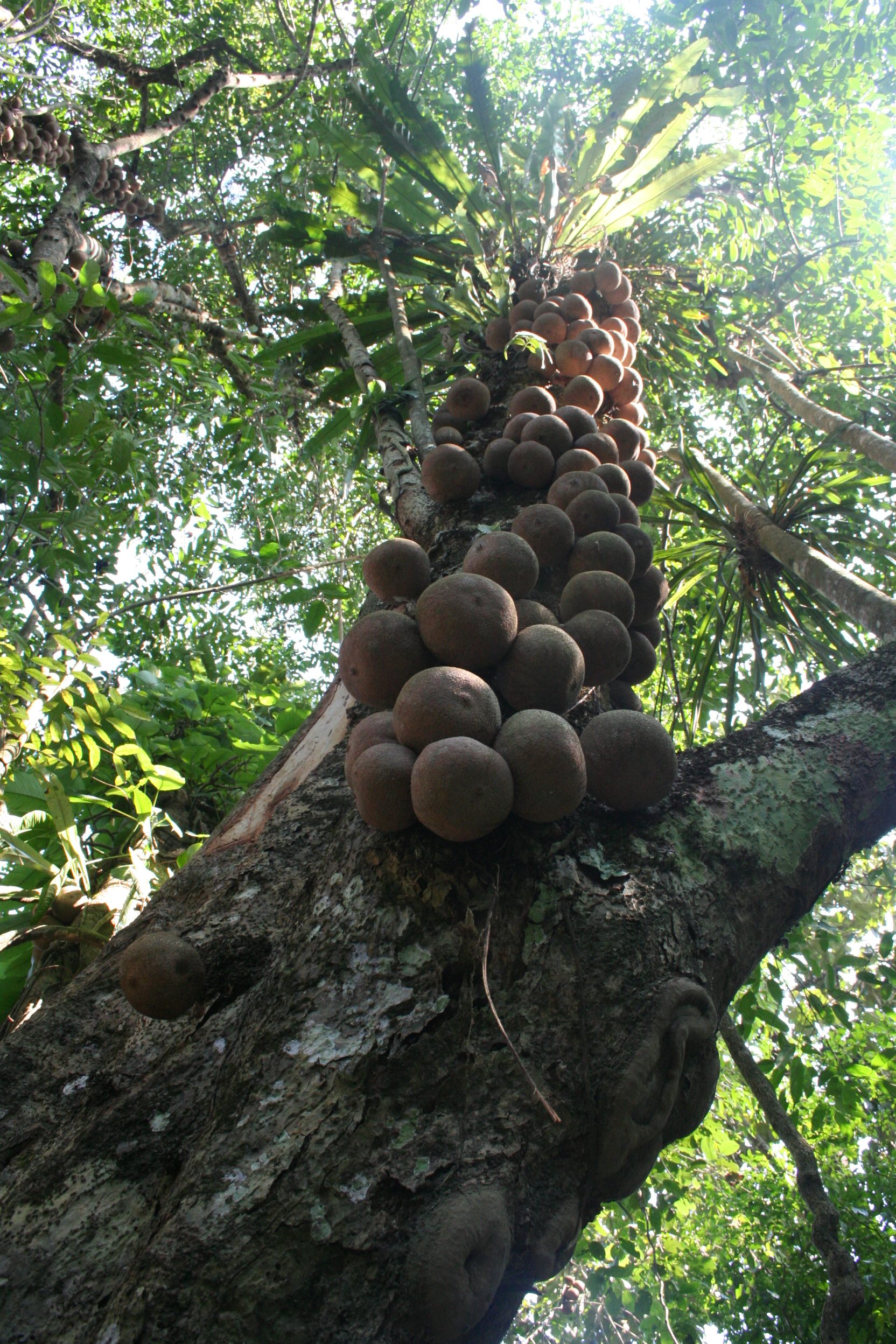
Beim immergrünen Baum Gynocardia odorata befinden sich die Früchte fast direkt am Stamm

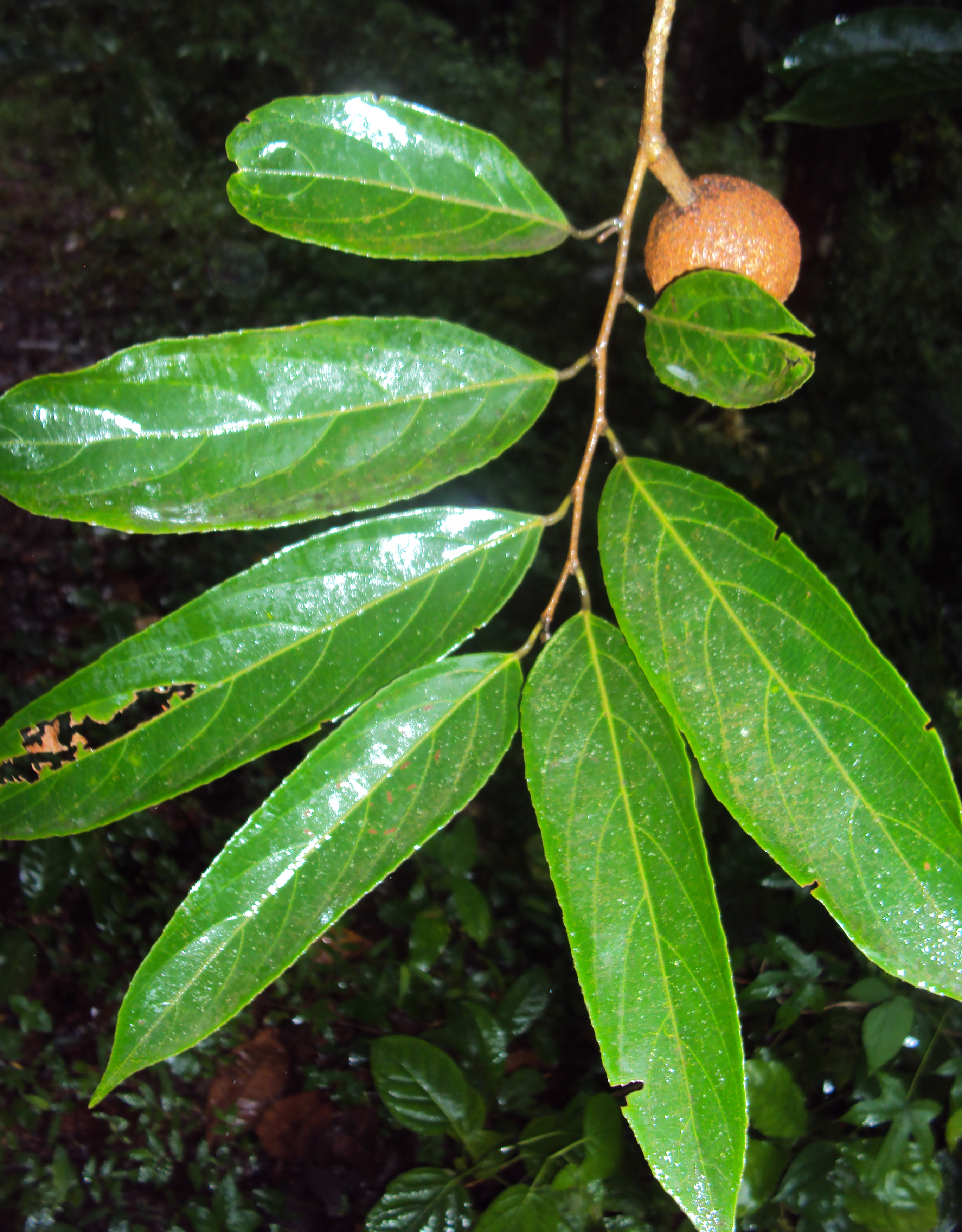
Zweig mit wechselständigen, einfachen Laubblättern und Frucht von Hydnocarpus alpinus

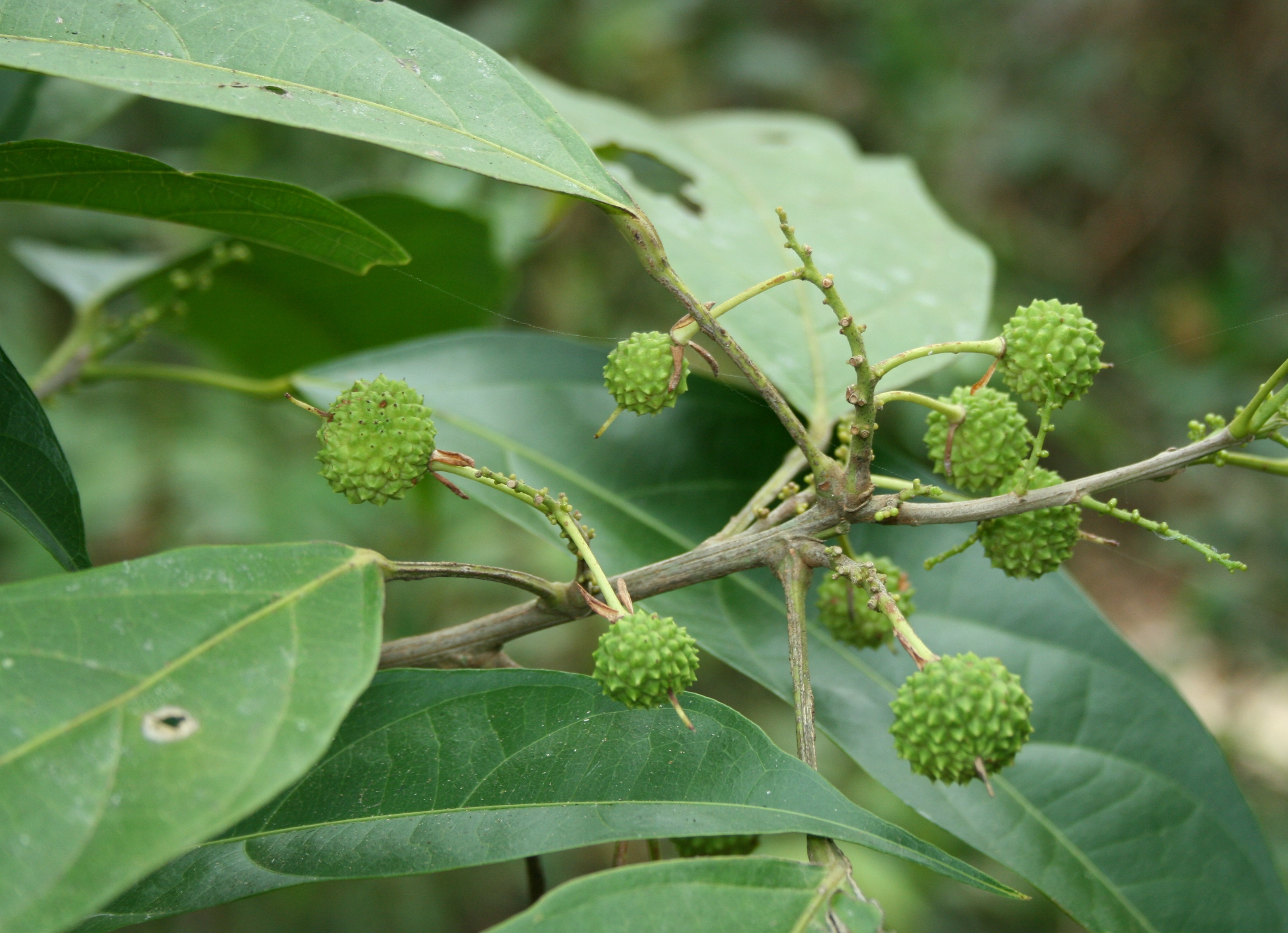
Zweig mit einfachen Laubblättern und Früchten von Lindackeria paludosa

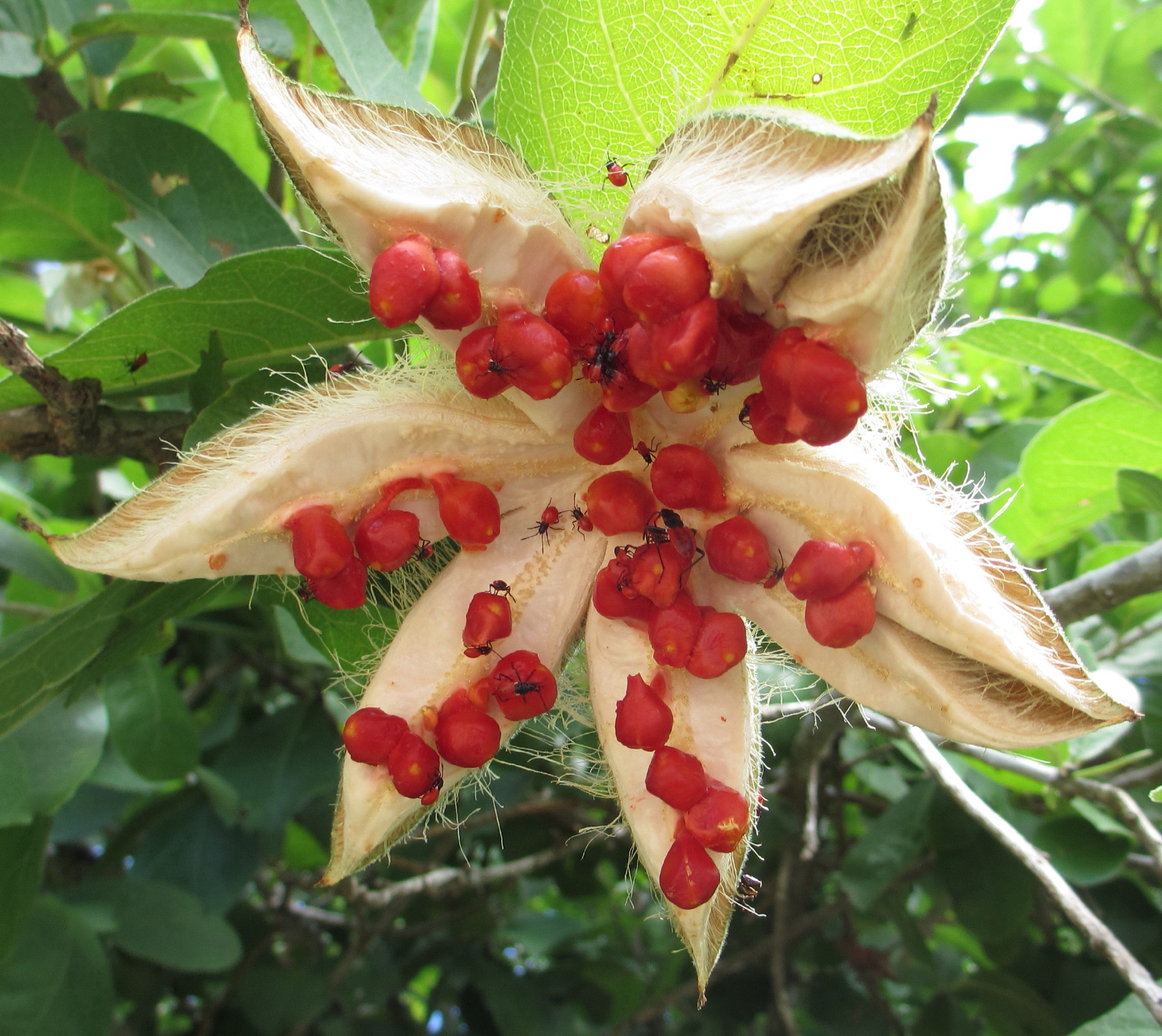
Offene Frucht von Xylotheca tettensis und die Samen besitzen einen Arillus

## Systematik und Verbreitung
Die Familie Achariaceae wurde 1897 durch Harms in Die Natürlichen Pflanzenfamilien, 1, S. 256 aufgestellt. Typusgattung ist Acharia Thunb. Synonyme für Achariaceae Harms nom. cons. sind Erythrospermaceae Doweld, Kiggelariaceae Link und Pangiaceae Endl. enthalten. Viele Taxa waren früher bei den Flacourtiaceae eingeordnet, deren andere Taxa heute größtenteils zu den Weidengewächsen (Salicaceae) gehören. Einige Taxa wurden für kurze Zeit in eine Familie Kiggelariaceae Link gestellt, dies konnte aber nicht bestätigt werden und sich nicht durchsetzen. Früher waren nur drei Gattungen mit nur drei Arten in dieser Familie enthalten. Nach AGP III gehört die Familie Achariaceae zur Ordnung der Malpighiales.
In der Familie Achariaceae gibt es 30 bis 32 Gattungen mit etwa 145 Arten:
- Acharia Thunb.: Sie enthält nur eine Art:[1][5]
  - Acharia tragodes Thunb.: Sie kommt nur in der südafrikanischen Provinz Ostkap vor.
- Baileyoxylon C.T.White: Sie enthält nur eine Art:[1]
  - Baileyoxylon lanceolatum C.T.White: Sie kommt nur im australischen Bundesstaat Queensland vor.
- Buchnerodendron Gürke: Die etwa zwei Arten sind in Ost- und Zentralafrika verbreitet.[1]
- Caloncoba Gilg (Syn.: Paraphyadanthe Mildbr.): Die etwa zehn sind im tropischen Afrika verbreitet.[1]
- Camptostylus Gilg (Syn.: Cerolepis Pierre): Die etwa drei Arten sind im tropischen West- und Zentralafrika verbreitet.[1]
- Carpotroche Endl.: Die etwa elf Arten[1] sind von Guatemala bis Brasilien verbreitet.[2]
  - Carpotroche brasiliensis (Raddi) A.Gray: Aus dem nördlichen und östlichen Brasilien.
- Ceratiosicyos Nees: Sie enthält nur eine Art:[1]
  - Ceratiosicyos laevis (Thunb.) A.Meeuse: Sie im südlichen Afrika verbreitet.
- Chiangiodendron T.Wendt: Sie enthält nur eine Art:[1]
  - Chiangiodendron mexicanum T.Wendt: Sie kommt in Mexiko vor.[2]
- Chlorocarpa Alston: Sie enthält nur eine Art:[1]
  - Chlorocarpa pentaschista Alston: Sie kommt nur in Sri Lanka vor.[1]
- Dasylepis Oliv. (Syn.: Pyramidocarpus Oliv.): Die etwa sechs Arten sind im tropischen Afrika verbreitet.[1]
- Eleutherandra Slooten: Sie enthält nur eine Art:[1]
  - Eleutherandra pes-cervi Slooten: Sie ist in Malesien verbreitet.[1]
- Erythrospermum Thouars (Syn.: Gestroa Becc., Pectinea Gaertn.): Die etwa vier Arten sind in Indopazifischen Raum verbreitet.[1]
- Grandidiera Jaub.: Sie enthält nur eine Art:[1]
  - Grandidiera boivinii Jaub.: Sie in Ostafrika verbreitet.[1]
- Guthriea Bolus: Sie enthält nur eine Art:[1]
  - Guthriea capensis Bolus: Sie ist in Lesotho und den südafrikanischen Provinzen KwaZulu-Natal, Ostkap sowie Westkap verbreitet
- Gynocardia Roxb. (Syn.: Chilmoria Buch.-Ham.): Sie enthält nur eine Art:[1]
  - Gynocardia odorata Roxb.: Sie ist im südöstlichen Tibet, südöstlichen Yunnan, Bangladesch, Indien, Bhutan, Nepal und Myanmar verbreitet.
- Hydnocarpus Gaertn. (Syn.: Asteriastigma Bedd., Dankia Gagnep., Taraktogenos Hassk.): Die etwa 40 Arten sind im tropischen Asien verbreitet.[1]
  - Hydnocarpus wightianus Blume: Aus Indien.
- Kiggelaria L.: Sie enthält nur eine Art:[1]
  - Kiggelaria africana L.: Sie ist vom tropischen bis ins südliche Afrika verbreitet.[7]
- Kuhlmanniodendron Fiaschi & Groppo: Diese Gattung wurde 2008 neu aufgestellt und enthält seit 2013 zwei Arten:[8][9]
  - Kuhlmanniodendron apterocarpum (Kuhlm.) Fiaschi & Groppo: Sie ist in Brasilien verbreitet.[2]
  - Kuhlmanniodendron macrocarpum Groppo, Favaretto & Fiaschi: Sie ist nur von zwei Standorten im halbimmergrünen Wald des Mata Atlântica in Bahia bekannt. Diese Standorte sind durch Zerstörung des Habitats gefährdet. Deshalb gilt diese Art nach IUCN als „Endangered“ = „stark gefährdet“.[9]
- Lindackeria C.Presl: Von den etwa 13 Arten[1] sind sechs von Mexiko bis Brasilien sowie Bolivien verbreitet[2] und die anderen kommen in Afrika vor.
- Mayna Aubl. (Syn.: Dendrostigma Gleason, Dendrostylis H.Karst. & Triana): Die fünf bis sechs Arten[1] sind von Honduras bis Brasilien und Bolivien verbreitet.[2]
- Mocquerysia Hua: Diese Gattung war bei Salicaceae eingeordnet. Sie enthält seit 2013 zwei Arten im tropischen Afrika:[10] Vielleicht ist es nur eine Art.[1]
  - Mocquerysia distans Breteler: Sie wurde 2013 neu beschrieben und gedeiht im tropischen Regenwald in Höhenlagen bis zu 350 Metern nur im zentralen Gabun.[10]
  - Mocquerysia multiflora Hua: Sie ist vom südwestlichen Gabun südwärts bis zur Republik Kongo, Demokratischen Republik Kongo (Mayombe) und angolanischen Exklave Provinz Cabinda verbreitet.[10]
- Pangium Reinw.: Sie enthält nur eine Art:[1]
  - Pangium edule Reinw.: Sie ist Malesien über Papua-Neuguinea bis auf Inseln im westlichen Pazifik verbreitet.
- Peterodendron Sleumer: Sie enthält nur eine Art:[1]
  - Peterodendron ovatum (Sleumer) Sleumer: Sie im tropischen Ostafrika verbreitet.[1]
- Phyllobotryon Müll.Arg.: Diese Gattung war bei Salicaceae eingeordnet. Die etwa drei Arten sind im tropischen Afrika verbreitet.[1]
- Phylloclinium Baill.: Diese Gattung war bei Salicaceae eingeordnet. Die etwa zwei Arten sind im tropischen Afrika verbreitet.[1]
- Poggea Gürke: Die etwa vier Arten[1] sind im tropischen West- und Zentralafrika verbreitet.
- Prockiopsis Baill.: Die nur eine[1] bis zu fünf Arten kommen nur in Madagaskar vor.[11]
- Rawsonia Harv. & Sond.: Die nur zwei Arten[1] sind in Afrika verbreitet.[7] Darunter:
  - Rawsonia lucida Harv. & Sond. (Syn.: Rawsonia usambarensis Engl. & Gilg, Rawsonia schlechteri Gilg): Sie ist von Kenia, Malawi, Sambia, Simbabwe über Mosambik und Eswatini bis zu den südafrikanischen Provinzen Limpopo, Mpumalanga, KwaZulu-Natal sowie Ostkap verbreitet.
- Ryparosa Blume (Syn.: Bergsmia Blume, Gertrudia K.Schum.): Die etwa 18 Arten sind hauptsächlich in Malesien verbreitet;[1] eine Art reicht auch bis Papua-Neuguinea und nördliche Queensland.
- Scaphocalyx Ridl.: Die etwa zwei Arten[1] kommen auf Sumatra und der Malaiischen Halbinsel vor.
- Scottellia Oliv. (Syn.: Dasypetalum Pierre ex A.Chev.): Es gibt etwa drei Arten im tropischen Afrika.[1]
- Trichadenia Thwaites: Von den etwa zwei Arten[1] kommt eine nur auf Sri Lanka und die andere im östlichen Malesien sowie auf den Philippinen vor.
- Xylotheca Hochst.: Die drei[1] bis vier Arten sind vom östlichen bis südöstlichen Afrika verbreitet.[7]

Nicht mehr zur Familie Achariaceae, sondern zur Familie Salicaceae gehört:
- Ahernia Merr.: Sie enthält nur eine Art:[1]
  - Ahernia glandulosa Merr.: Sie ist auf den Philippinen verbreitet; es gibt einen Bericht, dass sie in Hainan vorkommen soll (die Autoren der Flora of China haben dazu keinen Beleg gefunden).